# Callulops dubius
Callulops dubius es una especie  de anfibios de la familia Microhylidae.

## Distribución geográfica
Es endémica de la isla Halmahera (Indonesia).